# گرینوک
گرینوک (به انگلیسی: Greenock) یک شهر در اسکاتلند است که در ایرشر شمالی واقع شده‌است.

## نگارخانه

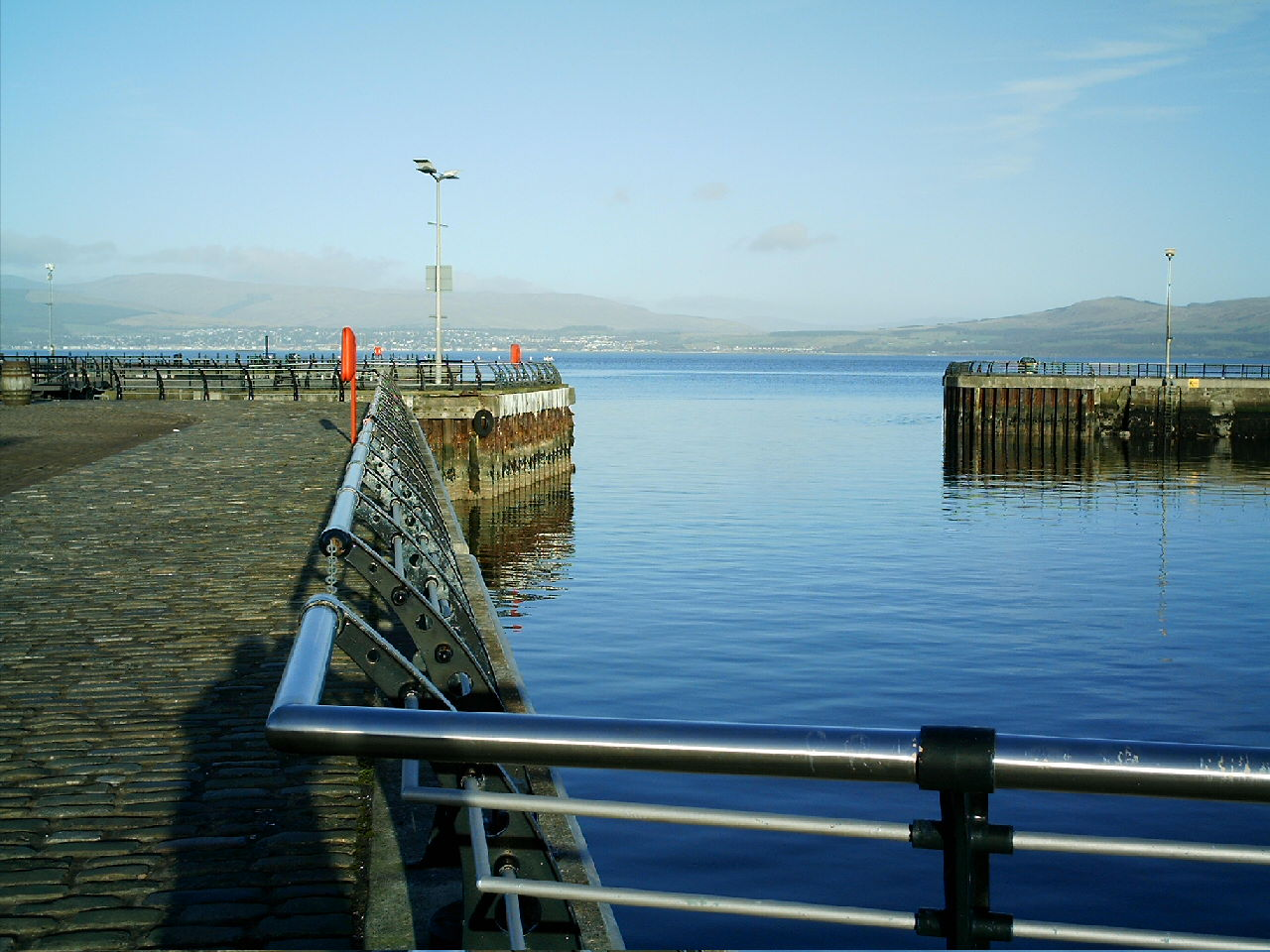
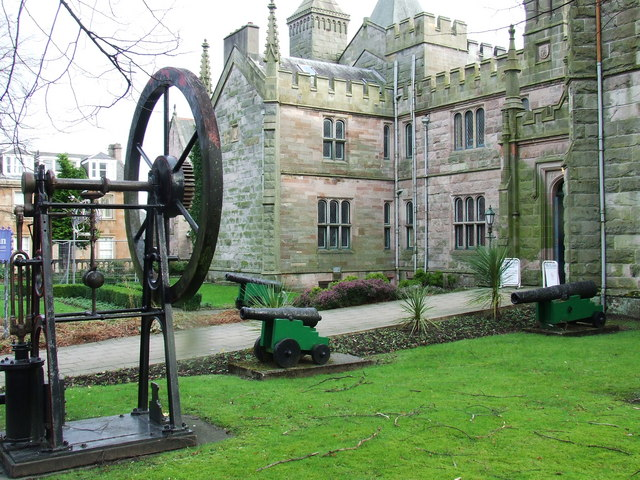
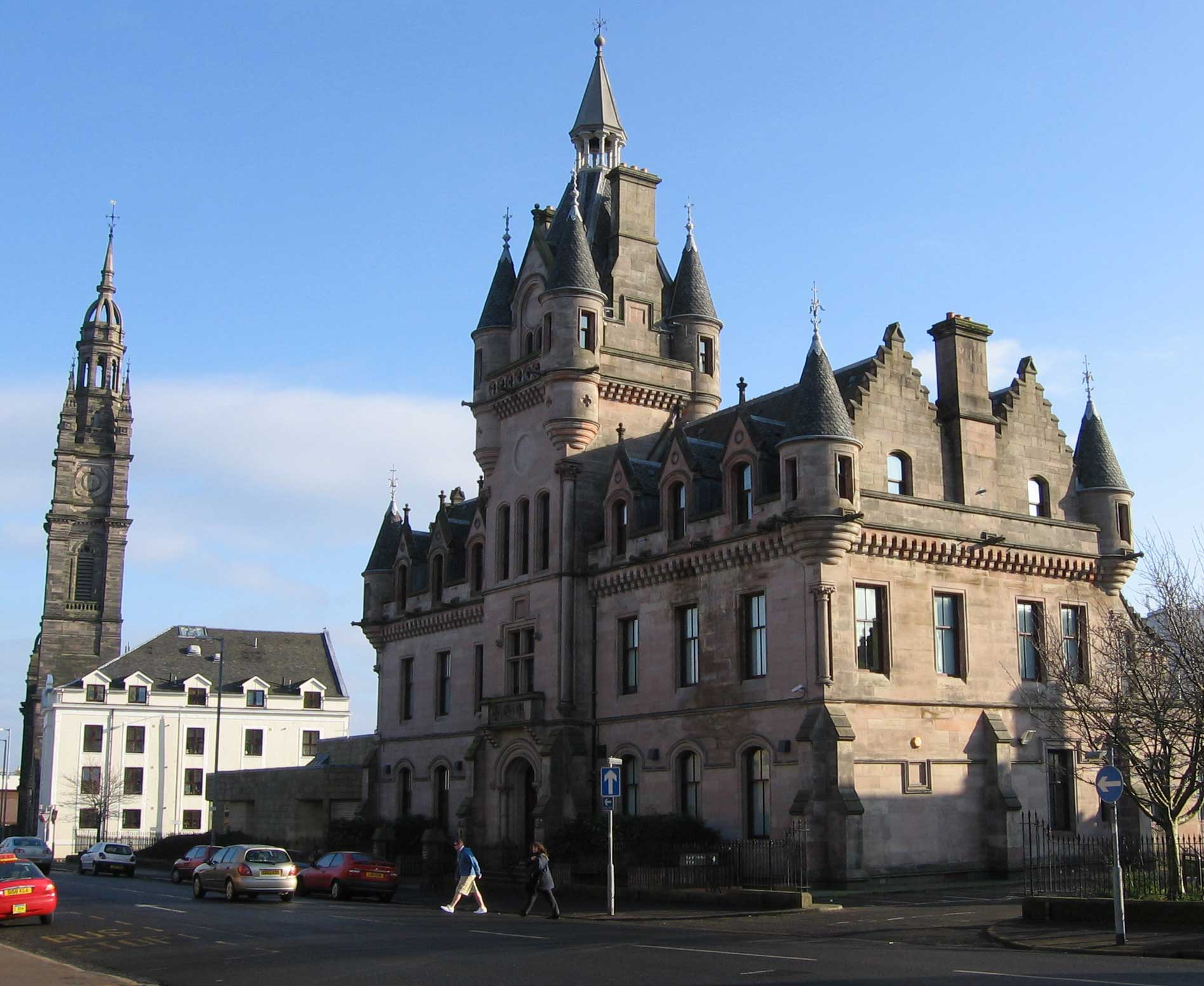
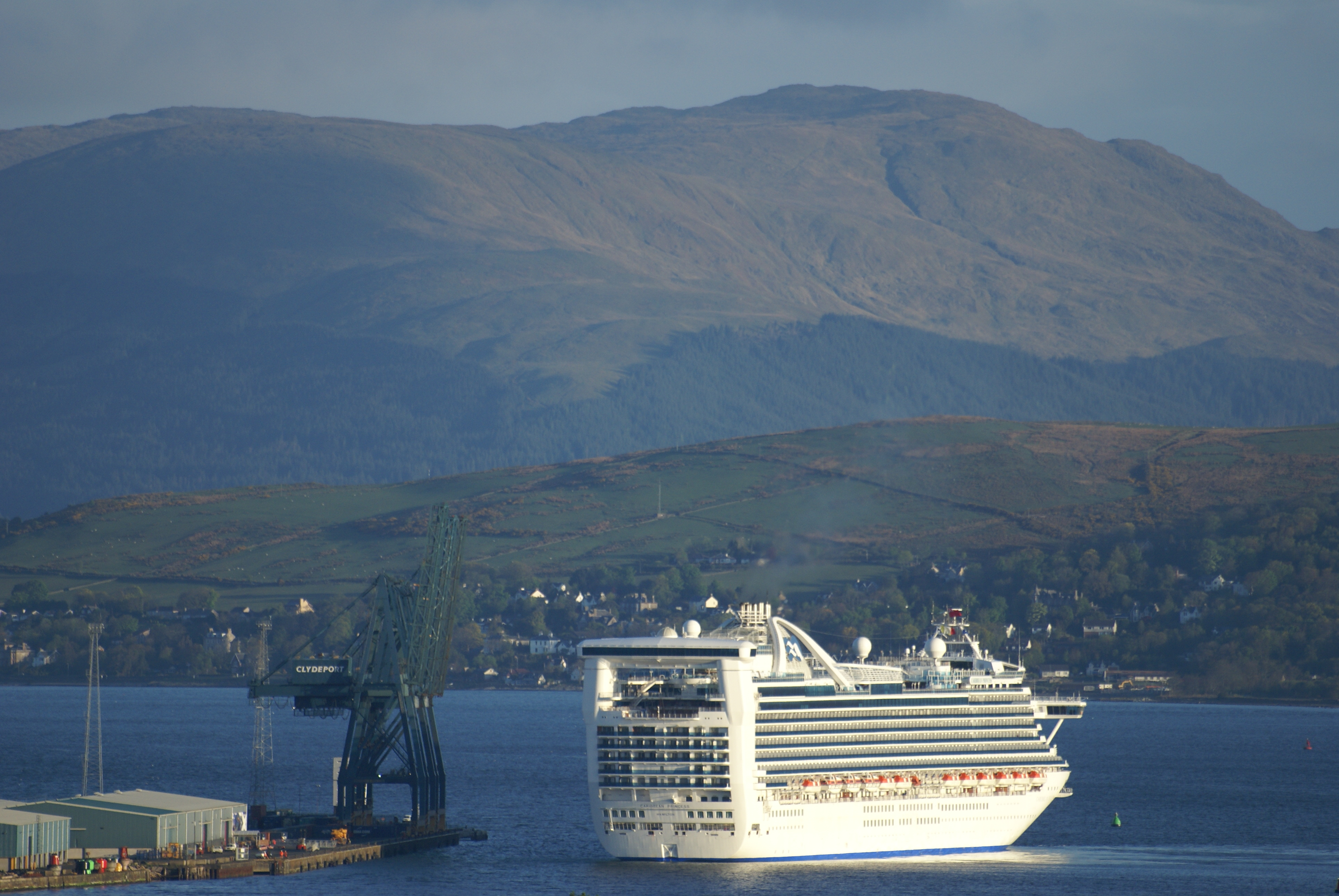
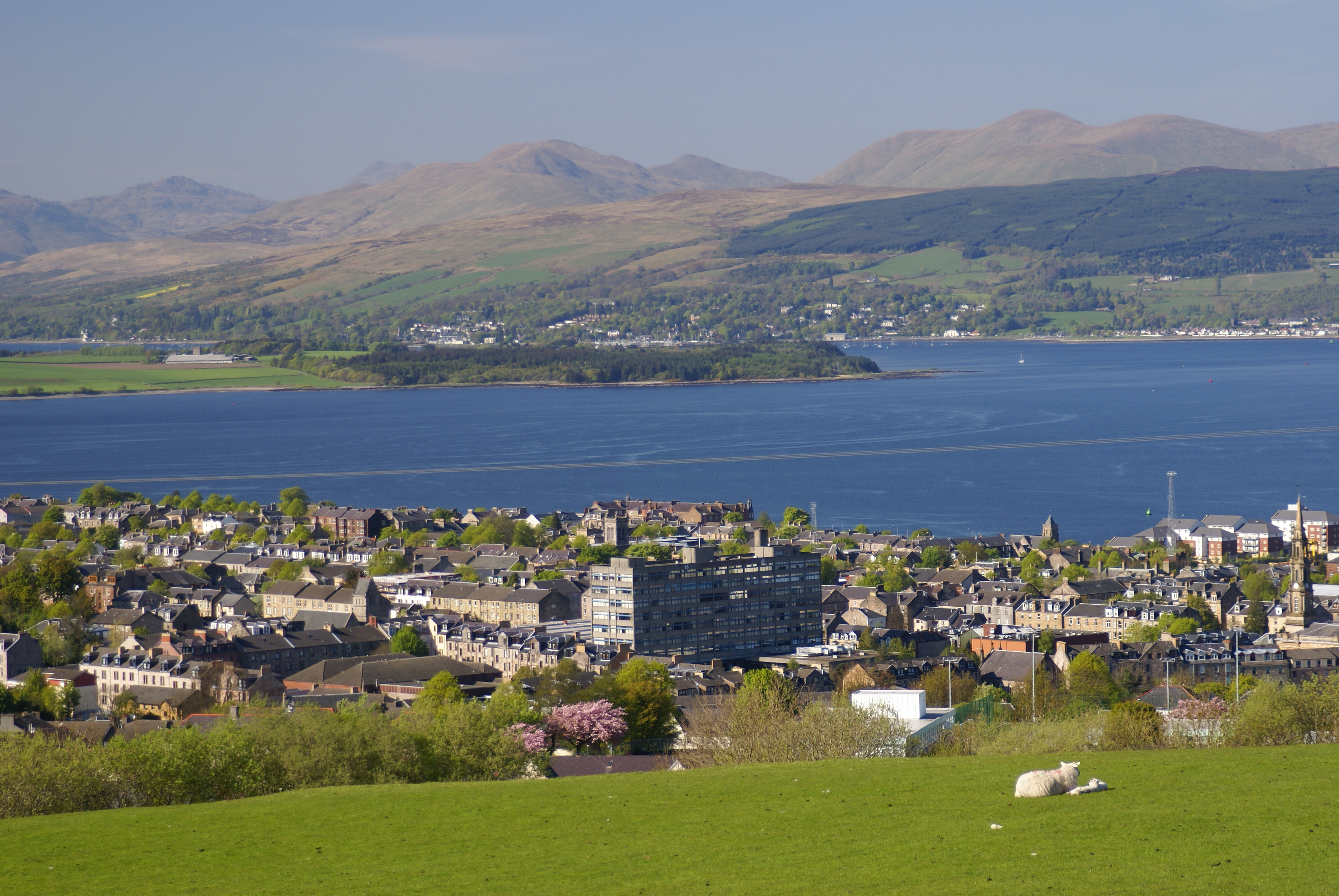
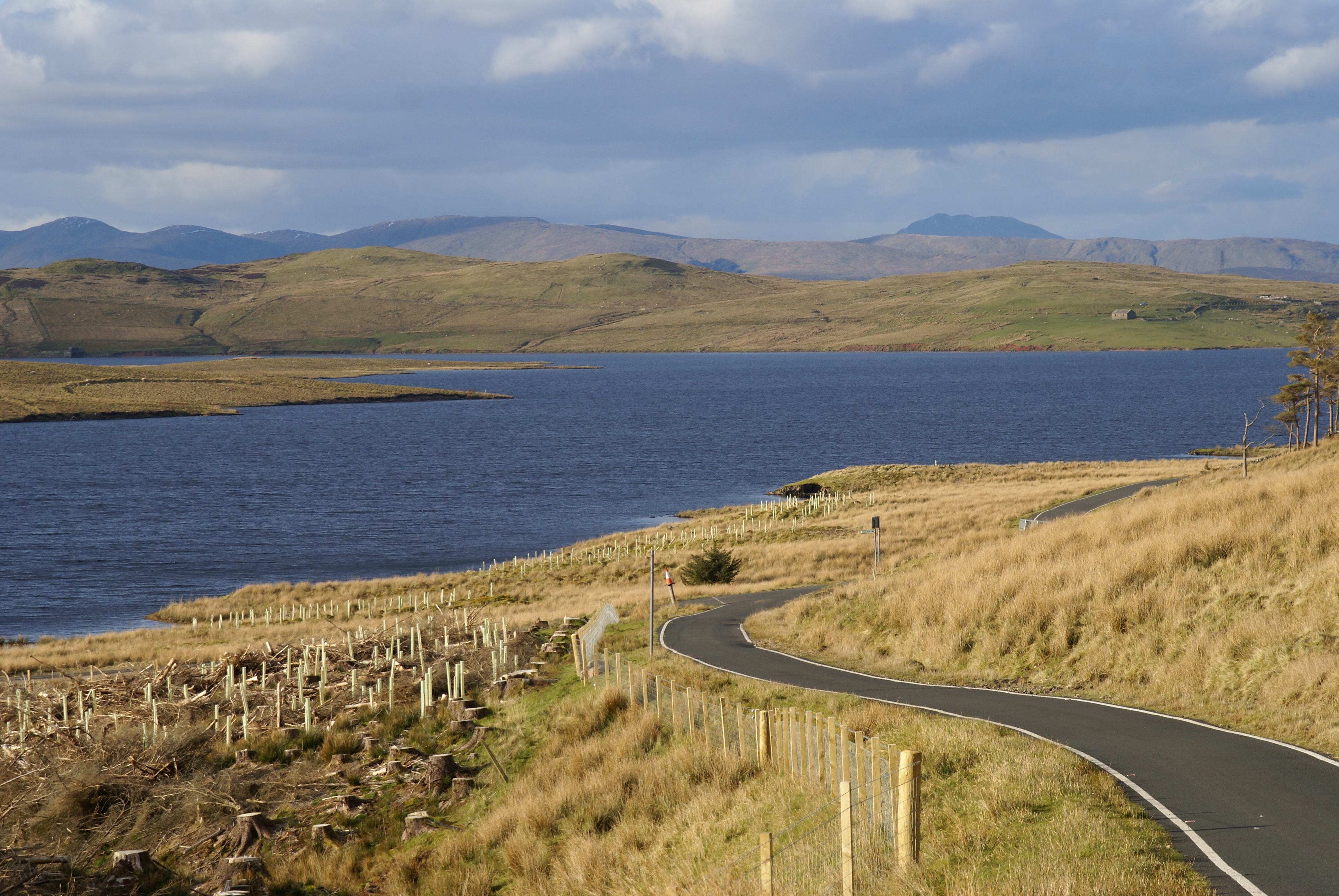
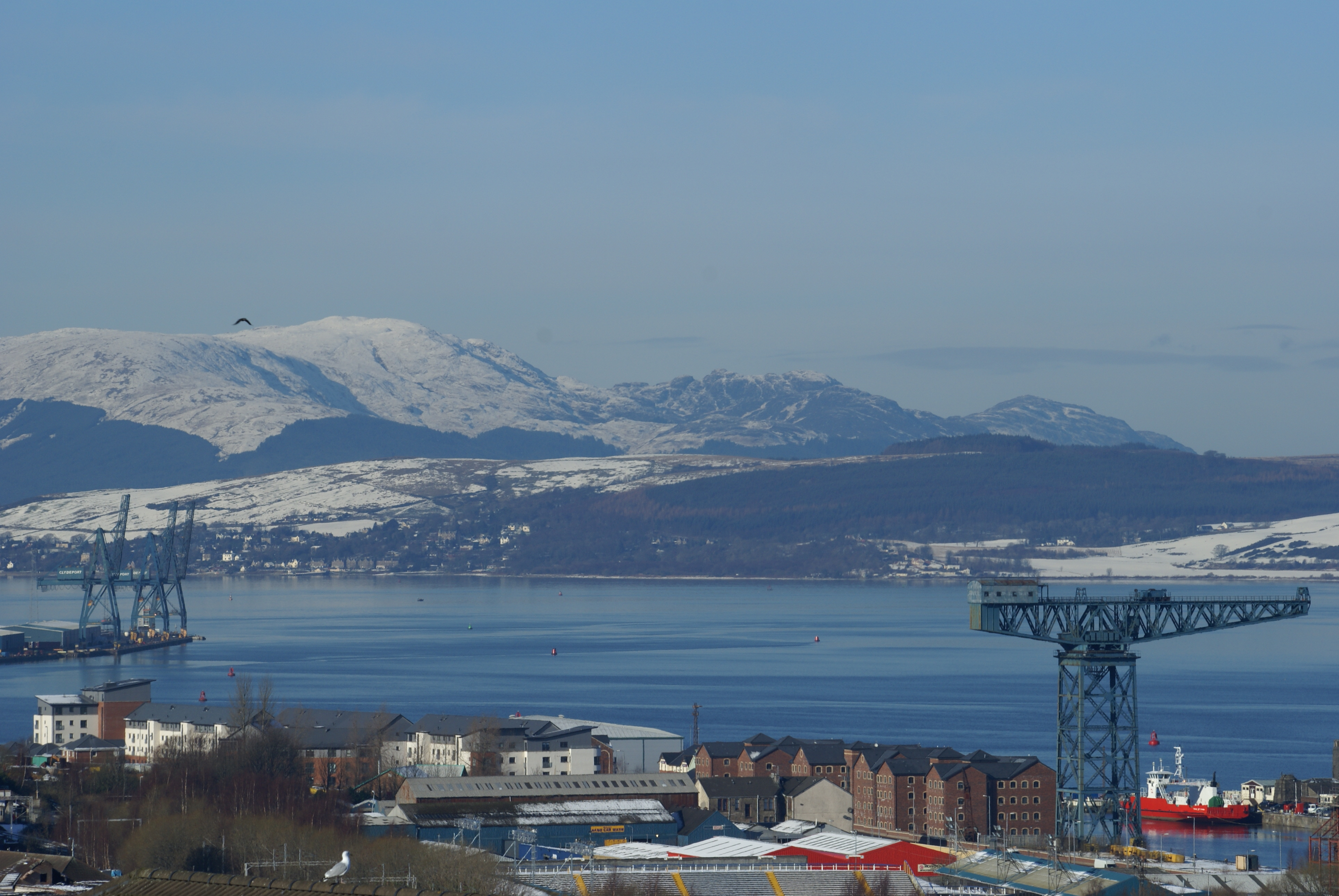

## خصوصیات
گرینوک ۴۴٬۲۴۸ نفر جمعیت دارد.